# Tomas Andersson (författare)
Tomas Andersson, folkbokförd Sten Thomas Andersson, född 3 maj 1957 i Älvsborgs församling i Göteborg, är en svensk skönlitterär författare i flera olika genrer.

## Biografi
Andersson har en fil.mag i arkeologi och historia vid Göteborg och Lunds universitet. Efter studierna arbetade han säsongsvis vid Riksantikvarieämbetet med fornminnesinventeringar i Halland, Småland, Värmland och Dalarna. Han har hållit kurser i arkeologi vid Folkuniversitetet. Andersson har varit styrelseledamot av Sveriges Författarförbund, där han främst arbetade med internationella frågor. Vid sidan av sitt författarskap har han arbetat som speciallärare och drivit HVB-hemmet Ungdomsstöd-Väst i norra Bohuslän

## Författarskap
Han debuterade 1989 med boken Sverige, Mesopotamien, Kina – Kulturens utveckling från människoblivandet till ca år 1000. Andersson har utgivit två böcker om Indien. Tillsammans med författaren Lars Andersson skrev han boken Jag Herulen – en värmländsk historia. Staden Göteborg har skildrats på olika sätt i tre böcker, den senaste i raden skriven tillsammans med sin bror Peter Sandberg. Flera av Andersons böcker är översatta till andra språk. Dubbla världar, till engelska (Dubbel fantasy). Gubben i taket till persiska och Bohusläns historia – från järnålder till 1658, till norska (bokmål). 
I samband med sitt engagemang i Författarförbundet kom han i kontakt med författaren Stefan Foconi som han tillsammans med skrivit genreöverskridande böcker om Mellanöstern. Efter mer än 20 års kontinuerligt resande i denna region har de skrivit böcker om Iran, Egypten, Turkiet och Libanon, Syrien, Jordanien samt Israel/Palestina. Var och en av dessa presenterar respektive land och kultur ingående.

## Priser och utmärkelser
- 1994 – Uttárapath Literature Prize – Sweden
- 2017 – Stipendium ur Stina och Erik Lundbergs stiftelse (Svenska Akademien)